# Simona Levi
Simona Levi (Turín, 23 de julio de 1966) es una directora de teatro, dramaturga, activista, estratega tecnopolítica, promotora cultural y docente nacida en Italia, nacionalizada española y afincada en Barcelona desde 1990. Es activista destacada de los movimientos sociales europeos en el ámbito de la libertad de expresión y de información, los derechos digitales, la libre circulación de la cultura y el conocimiento, el uso estratégico de las herramientas digitales para la acción colectiva, la rendición de cuentas de las instituciones, la protección de los alertadores y la lucha contra la corrupción y la desinformación.
Es impulsora de las plataformas ciudadanas Xnet, FCForum, 15MpaRato y del Grupo Ciudadano contra la Corrupción, tanto catalán como estatal.
Es coautora del libro Tecnopolítica, internet y r-evoluciones - Sobre la centralidad de redes digitales en el #15M y ha coordinado también Cultura libre digital - Nociones básicas para defender lo que es de todxs, ambos publicados en 2012 por la editorial Icaria. En mayo de 2017 publicó con la editorial Capitán Swing "Votar y cobrar - La impunidad como forma de gobierno". En octubre de 2019 publicó como coordinadora y coautora #FakeYou, Fake news y desinformación - Gobiernos, partidos políticos, mass media, corporaciones, grandes fortunas: monopolios de la manipulación informativa y recortes de la libertad de expresión con la editorial Rayo Verde. Es la autora del libro Digitalización democrática. Soberanía digital para las personas, que fue publicado en septiembre de 2024 por Raig Verd (Colección Ciclogènesi).
Dirige el Postgrado en Tecnopolítica y Derechos en la Era Digital, primero en la UPF Barcelona School of Management de la Universidad Pompeu Fabra y desde 2020 en la Universidad de Barcelona.
En 2017 la revista Rolling Stone eligió a Simona Levi, como fundadora de Xnet y por su trabajo con 15MpaRato, como una de las 25 personas en el mundo que están dando forma al futuro.
Simona Levi lidera el Plan de Digitalización Democrática de la Educación de Xnet desde 2019. El objetivo de este plan es reemplazar las herramientas privativas de las grandes tecnológicas en los centros educativos. Como resultado de esta experiencia, en 2021, la Oficina de Publicaciones de la Unión Europea le encargó el informe Propuesta para una digitalización soberana y democrática de Europa a solicitud del Presidente del Parlamento Europeo, David Sassoli.

## Trayectoria artística
Directora de teatro, actriz y bailarina de formación, estudió artes escénicas en París en la escuela de Jacques Lecoq. Siempre en París fue programadora en el espacio ocupado L'oeil du Cyclone.
De gira como actriz en varias compañías desde 1982, Simona Levi se instaló en Barcelona en 1990. En 1994 puso en marcha en el barrio del Raval la sala Conservas, un espacio para promover la creación escénica local independiente e innovadora a través de la autoproducción. 
En 1999 fundó la Compañía Conservas, que ese mismo año presentó su primer espectáculo, Femina Ex Machina, dirigido por ella misma y Dominique Grandmougin. La pieza recibió el Premio Especial de la Crítica y el Premio Aplaudiment del FAD y fue programada en festivales y teatros de Europa (España, Francia, Reino Unido, Suiza, Italia, Eslovenia, Noruega...) durante más de dos años. En 2003, dirigió, junto a Dominique Grandmougin, la segunda obra de la compañía, Seven Dust, estrenada en el Mercado de las Flores de Barcelona. Para presentar la obra hicieron una gira por distintos países europeos, entre ellos Italia, Francia, Bélgica, Suiza, Finlandia, Eslovenia y Polonia. En 2007 dirigió junto a Marc Sempere Realidades Avanzadas, el tercer montaje de la Compañía Conservas. La obra cuestiona la democracia representativa y el concepto de propiedad. La obra es de código abierto. Al acabar la función, los espectadores podían llevarse a casa un CD-ROM con las fuentes de los textos, vídeos, música e imágenes utilizados en el espectáculo. La idea del espectáculo surgió a raíz de un vídeo subido a Youtube en octubre de 2006 que denunciaba la especulación inmobiliaria y que incluía partes grabadas con cámara oculta en la oficina antimobbing del Ayuntamiento de Barcelona. El vídeo fue retirado de Youtube a petición de La Caixa, que alegó una supuesta violación de copyright por utilizar imágenes de una de sus sucursales.
Entre 2001 y 2011 dirigió el festival de Artes Escénicas y Aplicadas InnMotion, celebrado en el 
Centro de Cultura Contemporánea de Barcelona. Desde 2008 dirige la puesta en escena de los Oxcars.
Ha sido guionista y directora de Hazte Banquero - Tarjetas Black: todo lo que quisieron ocultarte, obra teatral documental que sube a escena el caso de las tarjetas black y retrata el modus operandi de la cúpula de Caja Madrid a través de una criba de 447 correos electrónicos publicados en prensa, enviados a y por su presidente, Miguel Blesa . La obra se estrenó en julio de 2016 en el Teatro Poliorama, como parte del Festival Grec y se ha representado en lugares como el Teatro Fernán Gómez de Madrid o el Teatro Rosalía de Castro en La Coruña.
En 2018 dirigió la obra de teatro Realidades Avanzadas 2, estrenada en el Festival Grec de Barcelona.

## Activismo
Es una de las fundadoras de Xnet (antes eXgae), una plataforma sin ánimo de lucro creada en 2008 que propone modelos alternativos para la difusión cultural, la gestión de los derechos de autor y la democracia en la era digital. Xnet, con el apoyo de Conservas, organiza desde 2008 la gala de los OXcars, que visibiliza proyectos de diferentes disciplinas artísticas en el ámbito de la cultura libre.
Siempre como miembro de Xnet, dirige la puesta en escena de los OXcars y es coordinadora del FCForum, un encuentro internacional que reúne a organizaciones y expertos en el ámbito de la cultura y el conocimiento libres para crear un marco estratégico global y una estructura de coordinación internacional. Es también miembro fundador de Red Sostenible, plataforma ciudadana creada en enero de 2010 contra la  Ley Sinde y en defensa de los derechos en Internet cuya actitud preocupó al gobierno de EE. UU.
En enero de 2010 defendió ante la subcomisión parlamentaria que estudia la reforma de la Ley de propiedad intelectual las propuestas de la Carta para la innovación, la creatividad y el acceso al conocimiento, un documento redactado colectivamente en el marco del FCForum. En su intervención hizo un repaso de las lagunas de la Ley y expuso posibles soluciones incluidas en la Carta, como la abolición del canon digital y la necesidad de reformar las entidades de gestión, afirmando que «dificultan la libre circulación de la cultura y el beneficio de los autores».
Es la iniciadora del colectivo del 15M, 15MpaRato, que en 2012 interpuso una querella contra el exdirector de Bankia Rodrigo Rato, iniciando el Caso Bankia. A través del Buzón de Xnet para denunciar casos de corrupción, una fuente anónima facilitó a Xnet el dominio web http://correosdeblesa.com, con más de 8000 correos electrónicos de la bandeja de entrada de Miguel Blesa, presidente de Caja Madrid entre 1996 y 2009. Entre ellos se encuentran los que dieron los primeros indicios públicos de la existencia de tarjetas black, la compraventa del City National Bank of Florida o de clientes engañados por las participaciones preferentes. En junio de 2015 Xnet hizo pública una selección de los Correos de Blesa a través de cuatro medios de comunicación en línea.
La Audiencia Nacional admitió a trámite la querella e imputó a Rato y al antiguo consejo de administración por estafa, falsedad contable con el fin de captar inversión y administración desleal, entre otros delitos.
En 2015–2016, como miembro del Consejo Asesor para la Transparencia de la Oficina para la Transparencia y las Buenas Prácticas del Ayuntamiento de Barcelona, impulsa la creación del primer buzón de denuncias anónimas contra la corrupción promovido por un gobierno (en este caso el de la ciudad de Barcelona), a imagen del que ya había desarrollado en Xnet. Después de la presentación pública de la herramienta, Levi anuncia su salida del consejo asesor.
Desde 2019, junto con un grupo de familias, Levi ha diseñado y dirige desde Xnet el Plan de Digitalización Democrática de la Educación. Este proyecto incluye:
- El desarrollo de una herramienta informática integral, auditable, ágil e interoperable llamada DD (Digital Democrático) para sustituir las herramientas privativas de los gigantes tecnológicos en toda la actividad de los centros educativos. Esta herramienta ya se ha implementado en 11 centros de la ciudad de Barcelona desde 2021, en colaboración con la Dirección de Innovación Democrática del Ayuntamiento y del Consorcio de Educación de la ciudad.

- Un programa de reforma del sistema educativo para la formación digital, que comenzó con la realización del I Curso Internacional de Educación Digital Democrática y Open Edtech en 2022.[39] Este curso fue dirigido por Levi y reconocido como formación docente por el Departamento de Educación de la Generalitat. El congreso internacional generó recomendaciones normativas y estableció un grupo de trabajo internacional permanente. Propuesta para una digitalización democrática de Europa - Parlamento Europeo

Como consecuencia de este proyecto, en 2021 y a petición del Presidente del Parlamento Europeo, Levi publicó el informe "Propuesta para una digitalización soberana y democrática de Europa" para la Oficina de Publicaciones de la Unión Europea.
Simona Levi y su equipo de Xnet han sido objeto de un documental titulado "L'Escletxa", dirigido por David Fernández de Castro y producido por Bettina Walter en 2021. Este documental aborda la labor de Levi y su equipo en la protección de las personas informantes y alertadoras, la promoción de buzones seguros para denunciar abusos sistémicos, la lucha contra la corrupción y la defensa de los derechos democráticos y digitales. El documental fue producido por la televisión pública catalana dentro del programa de documentales "Sense Ficció".
Participa como conferenciante y experta en encuentros nacionales e internacionales para dar a conocer el proyecto de Xnet, la situación actual de la cultura libre, los derechos digitales y la tecnopolítica. Algunos de ellos son el Ministerial Forum for Creative Europe (República Checa), Transmediale (Berlín),  Economies of the Commons (Ámsterdam) o el seminario Ley de Economía Sostenible e Internet, en la Escuela Universitaria de Ingeniería Técnica de Telecomunicación de la UPM. En representación del FCForum, actúa como lobbista en la Comisión Europea. Ha asesorado en tema de innovación democrática y derechos digitales a instituciones como la Secretaría de Estado de Digitalización e Inteligencia Artificial del Gobierno de España o la Dirección de Sociedad Digital de la Generalidad de Cataluña, además de a asociaciones ciudadanas.
Escribe artículos de opinión para medios como Público, CTXT e Infolibre y participa en programas de actualidad de radio y televisión.

## Trayectoria política
Simona Levi es una de las desarrolladoras del Partido X, un "antipartido" nacido a partir del 15M, fundado el 17 de diciembre de 2012 y activo hasta 2015. Ocupó la posición número 2 de la lista electoral del Partido X para las elecciones europeas de 2014, detrás de Hervé Falciani.

## Publicaciones
- Cultura libre digital - Nociones básicas para defender lo que es de todxs (2012) Coautora. Icaria Editorial.
- Tecnopolítica, internet y r-evoluciones - Sobre la centralidad de redes digitales en el #15M (2012) Coautora. Icaria Editorial.
- Votar y cobrar. La impunidad como forma de gobierno (2017) Coautora con Sergio Salgado. Editorial Capitán Swing[52]
- #FakeYou, Fake news y desinformación - Gobiernos, partidos políticos, mass media, corporaciones, grandes fortunas: monopolios de la manipulación informativa y recortes de la libertad de expresión. (2018) Coautora. Editorial Rayo Verde.
- Digitalización democrática. Soberanía digital para las personas (Editorial Rayo Verde, 2024)